# Тетраметиламоній хлорид
Тетраметиламоній хлорид — одна з найпростіших солей четвертинного амонію з чотирма метильними групами, тетраедрично приєднаними до центрального N. Хімічна формула (CH3)4N+Cl−, часто скорочується як Me4N+Cl−. Це гігроскопічна безбарвна тверда речовина, розчинна у воді та полярних органічних розчинниках.
Тетраметиламоній хлорид є основним промисловим хімікатом, який широко використовується як хімічний реагент, а також як бактерицид із низьким вмістом залишків у таких процесах, як гідророзрив. У лабораторії він має менше синтетичних хімічних застосувань, ніж солі четвертинного амонію, що містять довші N-алкільні замісники, які широко використовуються як каталізатори міжфазного переносу.

## Отримання та лабораторне застосування
Тетраметиламоній хлорид ефективно отримують реакцією триметиламіну і метилхлориду.
N(CH3)3 + CH3Cl → N(CH3)4+Cl−
Його отримують шляхом алкілування хлориду амонію диметилкарбонатом у присутності іонного рідкого каталізатора.
За винятком надзвичайних умов, він зазвичай використовується як джерело інертного протикатіону Me4N+. Подібним чином він служить ліпофільним осадником.
У низьких концентраціях він використовується в полімеразних ланцюгових реакціях для підвищення виходу та специфічності. Було показано, що він підвищує вихід у 5–10 разів при 60 мМ шляхом стабілізації пар основ AT.

## Токсичність
LD50 = 25 мг/кг (миша, внутрішньочеревна ін'єкція); 40 мг/кг (миша, підшкірно); 50 мг/кг (щур, перорально). Дуже токсичний для водних організмів.
Різноманітні дані про вплив на людину, екологічну токсикологію та хімію, пов’язану з навколишнім середовищем, доступні через базу даних NIH Toxnet.